# 陳志杰 (棒球運動員)
陳志杰（2002年12月9日—），為台灣棒球選手，曾效力於中華職棒中信兄弟，守備位置為投手。目前效力於中華職棒味全龍。2021年季中選秀中被中信兄弟以第二輪第八順位選進。
陳志杰自國小時期便開始參與三級棒球，與旅美好手李灝宇為同期。高中進入台灣棒球名校平鎮高中就讀，而陳志杰也憑藉著出色的球速（最快達到152km/h）與變化球成為了隊上的王牌投手。在2020宇2021年時，陳志杰分別在黑豹旗及高中木棒聯賽繳出好成績助平鎮得到聯賽優勝並連霸，也因此陳志杰被視為中華職棒2021年季中選秀的熱門人選（大物）；最終，陳志杰以第二輪第八順位被中信兄弟選進，以高中生畢業身分邁入職業舞台。
2022年，陳志杰將原本的背號3改為17，並期許球季能站上一軍、健康出賽。

## 經歷
- 桃園縣龜山國小少棒隊
- 桃園市新明國中青少棒隊
- 桃園市平鎮高中青棒隊
- 中華職棒中信兄弟（2021年8月～2024年）
- 中華職棒味全龍（2025年～）

## 外部連結
- 陳志杰在台灣棒球維基館上的頁面（繁體中文）
- 陳志杰在中華職棒官網